# Fersmita
La fersmita és un mineral de la classe dels òxids que pertany al grup de l'euxenita. Rep el nom en honor de l'acadèmic i mineralogista Aleksandr Ievguénievitx Fersmann (1883-1945), fundador del Museu Mineralògic Fersmann de Moscou, Rússia.

## Característiques
La fersmita és un òxid de fórmula química (Ca,Ce,Na)(Nb,Ta,Ti)₂(O,OH,F)₆. Cristal·litza en el sistema ortoròmbic. La seva duresa a l'escala de Mohs oscil·la entre 4 i 4,5. La fersmita, que és similar a la fergusonita, és un dels niobats amb més baix contingut de titani. És semblant també a la vigezzita.
Segons la classificació de Nickel-Strunz, la fersmita pertany a «04.DG: Òxids i hidròxids amb proporció Metall:Oxigen = 1:2 i similars, amb cations grans (+- mida mitjana); cadenes que comparteixen costats d'octàedres» juntament amb els següents minerals: euxenita-(Y), kobeïta-(Y), loranskita-(Y), policrasa-(Y), tanteuxenita-(Y), uranopolicrasa, itrocrasita-(Y), fergusonita-(Y)-β, fergusonita-(Nd)-β, fergusonita-(Ce)-β, itrotantalita-(Y), foordita, thoreaulita i raspita.

## Formació i jaciments
Va ser descoberta a mitjans del segle xx al filó No. 37A, situat al llac Buldim, a les muntanyes Vixnóvie, dins l'óblast de Txeliàbinsk (Districte Federal dels Urals, Rússia). És una espècie mineral que ha estat descrita a tots els continents del planeta, a excepció de l'Antàrtida.